# Großer Preis von Großbritannien 2018
Der Große Preis von Großbritannien 2018 (offiziell Formula 1 2018 Rolex British Grand Prix) fand am 8. Juli auf dem Silverstone Circuit in Silverstone statt und war das zehnte Rennen der Formel-1-Weltmeisterschaft 2018.

## Bericht

### Hintergründe
Nach dem Großen Preis von Österreich führte Sebastian Vettel in der Fahrerwertung mit einem Punkt vor Lewis Hamilton und mit 45 Punkten vor Kimi Räikkönen. In der Konstrukteurswertung führte Ferrari mit zehn Punkten vor Mercedes und mit 58 Punkten vor Red Bull Racing.
Beim Großen Preis von Großbritannien stellte Pirelli den Fahrern die Reifenmischungen P Zero Hard (eisblau), P Zero Medium (weiß), P Zero Soft (gelb) sowie für Nässe Cinturato Intermediates (grün) und Cinturato Full-Wets (blau) zur Verfügung.
Die Strecke wurde nach dem Rennen im Vorjahr vollständig neu asphaltiert. Dabei wurde die seitliche Wölbung der Strecke in Abbey, Brooklands, Vale und Club Corner geändert, um die Drainagewirkung zu erhöhen. Am Ausgang der Stowe und am Scheitelpunkt von Club Corner wurden neue Curbs hinter den bestehenden Bordsteine hinzugefügt.
Es gab erstmals drei DRS-Zonen auf der Strecke. Die ersten beiden Zonen blieben im Vergleich zum Vorjahr unverändert. Die erste Zone begann 30 Meter nach der Aintree Corner, der Messpunkt lag 25 Meter vor Village Corner. Die zweite DRS-Zone befand sich auf der Hangar Straight, 55 Meter nach der Chapel, der Messpunkt befand sich am Eingang der Maggotts. Die dritte, neue DRS-Zone begann 62 Meter hinter der Club Corner, der Messpunkt befand sich 83 Meter vor der Vale.
Marcus Ericsson (sieben), Romain Grosjean, Kevin Magnussen, Max Verstappen (jeweils fünf), Brendon Hartley, Sergei Sirotkin, Lance Stroll (jeweils vier), Kimi Räikkönen, Sergio Pérez, Stoffel Vandoorne, Vettel (jeweils drei), Pierre Gasly, Nico Hülkenberg und Daniel Ricciardo (jeweils zwei) gingen mit Strafpunkten ins Rennwochenende.
Mit Hamilton (fünfmal), Fernando Alonso (zweimal), Kimi Räikkönen und Vettel (jeweils einmal) traten vier ehemalige Sieger zu diesem Grand Prix an.
Als Rennkommissare für dieses Rennwochenende fungierten Tim Mayer (USA), Mümtaz Tahincioğlu (TUR), Tom Kristensen (DNK) und Steve Stringwell (GBR).

### Training
Im ersten freien Training fuhr Hamilton in 1:27,487 Minuten die Bestzeit vor Valtteri Bottas und Vettel. Das Training wurde nach einem Unfall von Grosjean unterbrochen.
Im zweiten freien Training war Vettel mit einer Rundenzeit von 1:27,552 Minuten Schnellster vor Hamilton und Bottas. Da nach dem Unfall im ersten freien Training das Monocoque von Grosjeans Fahrzeug gewechselt werden musste, konnte dieser nicht am Training teilnehmen. Verstappen fuhr keine gezeitete Runde, da er nach einem Dreher zu Beginn des Trainings gegen die Streckenbegrenzung geprallt war und sich dabei sein Fahrzeug beschädigte.
Hamilton war im dritten freien Training in 1:26,722 Minuten Schnellster vor Räikkönen und Bottas. Das Training wurde für längere Zeit wegen eines Unfalls von Hartley unterbrochen. An seinem Toro Rosso war kurz vor der Brooklands ohne erkennbare Ursache die linke Vorderradaufhängung gebrochen, Hartley verlor die Kontrolle und schlug mit hoher Geschwindigkeit in die Streckenbegrenzung ein.

### Qualifying
Das Qualifying bestand aus drei Teilen mit einer Nettolaufzeit von 45 Minuten. Im ersten Qualifying-Segment (Q1) hatten die Fahrer 18 Minuten Zeit, um sich für das Rennen zu qualifizieren. Alle Fahrer, die im ersten Abschnitt eine Zeit erzielten, die maximal 107 Prozent der schnellsten Rundenzeit betrug, qualifizierten sich für den Grand Prix. Die besten 15 Fahrer erreichten den nächsten Teil. Hartley nahm nach seinem Unfall im dritten freien Training nicht am Qualifying teil und qualifizierte sich nicht für den Grand Prix. Die Session wurde nach einem Unfall von Stroll unterbrochen, der daher keine Zeit setzte und sich ebenfalls nicht qualifizierte. Sein Teamkollege Sirotkin verlor ebenfalls die Kontrolle über sein Fahrzeug, er konnte seine Runde nach einer Fahrt durch das Kiesbett jedoch fortsetzen. Vettel war Schnellster. Hartley, die Williams-Fahrer, Vandoorne und Sainz jr. schieden aus.
Der zweite Abschnitt (Q2) dauerte 15 Minuten. Die schnellsten zehn Piloten qualifizierten sich für den dritten Teil des Qualifyings. Hamilton war Schnellster. Ericsson, Gasly, Alonso, Pérez und Hülkenberg schieden aus.
Der finale Abschnitt (Q3) ging über eine Zeit von zwölf Minuten, in denen die ersten zehn Startpositionen vergeben wurden. Hamilton fuhr mit einer Rundenzeit von 1:25,892 Minuten die Bestzeit vor Vettel und Räikkönen. Es war die 76. Pole-Position für Hamilton in der Formel-1-Weltmeisterschaft und die schnellste auf dieser Rennstrecke jemals gemessene Rundenzeit.
Bei der Untersuchung der Unfallursachen von Sirotkin und Stroll wurde festgestellt, dass es in beiden Fällen beim Deaktivieren des DRS zu einem Strömungsabriss am Unterboden des Williams FW41 gekommen war. Das Team entschied sich daher, die Heckflügel sowie die Motor- und Kühlerabdeckungen an beiden Fahrzeugen auszutauschen. Da dies unter Parc-fermé-Bestimmungen geschah, mussten beide Fahrer daher aus der Boxengasse starten. Hartley musste nach dem Wechsel des Monocoques an seinem Toro Rosso ebenfalls aus der Boxengasse starten. Das Team entschied sich dazu, außerdem einen Wechsel von Verbrennungsmotor und Turbolader vorzunehmen, was eine Rückversetzung um zehn Startplätze bedeutet hätte, jedoch wegen des Starts aus der Boxengasse obsolet war.

### Rennen
Vettel und Bottas starteten gut, beide überholten Hamilton. Pérez drehte sich in der ersten Kurve und fiel hinter die beiden Williams, die aus der Boxengasse gestartet waren auf Platz 18 zurück. Bei der Anfahrt zu Kurve drei griff auch Räikkönen Hamilton an, verbremste sich dabei jedoch und traf Hamilton. Dieser drehte sich und fiel auf den letzten Platz zurück. Verstappen und Ricciardo überholten dabei Räikkönen, der in Folge der Kollision die Strecke verlassen musste. Beide Haas-Piloten mussten Hamilton nach außen ausweichen und verloren Positionen an Hülkenberg, Leclerc, Ocon und Sainz jr. Räikkönen überholte im Laufe der ersten Runde wieder Ricciardo und war somit Vierter. Vettel führte am Ende der ersten Runde vor Bottas, Verstappen, Räikkönen, Ricciardo, Hülkenberg, Leclerc, Ocon und Sainz jr. Hartley, der nach seinem Unfall im dritten freien Training von Startplatz 20 ins Rennen ging, gab das Rennen nach der ersten Runde auf.
In der elften Runde führte Vettel bereits mit sechs Sekunden Vorsprung auf Bottas, der wiederum fünf Sekunden vor Verstappen lag. Hamilton hatte sich bis dahin wieder auf den sechsten Platz vorgearbeitet, lag aber 27 Sekunden hinter Vettel. Räikkönen erhielt für das Verursachen der Kollision mit Hamilton eine Zehn-Sekunden-Zeitstrafe. In Runde 14 fuhr Räikkönen zum Reifenwechsel an die Box und saß dabei seine Strafe ab. Er wechselte von Soft auf Medium. Er fiel so hinter Sainz jr. auf Platz zehn zurück. Mit seinen frischen Reifen fuhr er danach mehrfach die bis dahin schnellste Rennrunde und überholte Ocon, Leclerc und Hülkenberg.
Leclerc fuhr in Runde 19 zum Boxenstopp, er wechselte ebenfalls auf Medium. Da beim Boxenstopp allerdings ein Rad nicht korrekt befestigt worden war, musste er sein Auto kurz darauf abstellen. Ricciardo und Verstappen gingen ebenfalls zum Reifenwechselauf Medium an die Box, beide kamen vor Räikkönen wieder auf die Strecke.
In Runde 21 fuhr dann Vettel an die Box, er wechselte ebenfalls auf Medium. Vettel kam vor Hamilton, der mittlerweile auf dem dritten Platz lag, wieder auf die Strecke zurück. Eine Runde später wechselte auch Bottas auf Medium, er kam hinter Hamilton auf die Strecke zurück, der ihn aber sofort vorbeifahren ließ und dann selbst in die Boxengasse abbog. Auch er wechselte auf Medium, genau wie die beiden Haas-Piloten.
Als erster Fahrer kam Ricciardo zum zweiten Reifenwechsel, er wechselte auf Soft und fiel auf den sechsten Platz zurück. Nach 30 Runden führte Vettel vor Bottas, Verstappen, Räikkönen, Hamilton, Ricciardo, Hülkenberg, Ocon, Alonso und Magnussen. In Runde 32 drehte sich Ericsson auf Platz 14 liegend in Kurve eins und schlug in den Reifenstapel ein. Die Rennleitung schickte zur Bergung des Fahrzeugs das Safety-Car auf die Strecke. Dies nutzten Vettel, Verstappen, Räikkönen, Alonso, Sainz jr., Gasly und Pérez, um erneut auf Soft zu wechseln. Bottas führte dadurch vor Vettel, Hamilton, Verstappen, Räikkönen und Ricciardo.
Beim Restart in Runde 38 gab es keine Positionsveränderungen. Kurz darauf überholte Räikkönen zunächst Verstappen vorbei, der jedoch wenige Kurven später wieder an Räikkönen vorbeiging. Sainz jr. kollidierte bei einem Überholversuch mit Grosjean, beide Fahrzeuge schlugen anschließend in die Streckenbegrenzung ein. Die Rennleitung schickte erneut das Safety-Car auf die Strecke.
In Runde 42 wurde das Rennen wieder freigegeben. In der folgenden Runde überholte Räikkönen Verstappen. Dieser drehte sich in Runde 46 gab kurz danach das Rennen mit Getriebeproblemen auf. Vettel erhöhte den Druck auf Bottas und ging in Runde 47 vorbei. Anschließend fuhr er die schnellste Rennrunde. Bottas musste auch Hamilton und Räikkönen passieren lassen.
Gasly überholte Pérez kurz vor dem Ziel, schob ihn dabei allerdings von der Strecke. Da er Pérez anschließend nicht freiwillig passieren ließ, erhielt er eine nachträgliche Fünf-Sekunden-Zeitstrafe und fiel somit auf Platz 11 zurück.
Vettel gewann das Rennen vor Hamilton und Räikkönen. Es war der 51. Sieg für Vettel in der Formel-1-Weltmeisterschaft, davon der vierte in dieser Saison. Mit 51 Siegen lag er nun gemeinsam mit Alain Prost auf dem dritten Platz in der Liste der Grand-Prix-Sieger der Formel 1. Es war außerdem sein zweiter Sieg beim Großen Preis von Großbritannien nach 2009, damals noch mit einer anderen Streckenführung. Hamilton erzielte seine 123. Podestplatzierung in der Formel-1-Weltmeisterschaft, gewann aber zum ersten Mal seit 2013 nicht den Großen Preis von Großbritannien. Räikkönen erzielte seine 97. Podestplatzierung in der Formel-1-Weltmeisterschaft. Die weiteren Punkteplatzierungen belegten Bottas, Ricciardo, Hülkenberg, Ocon, Alonso, Magnussen und Pérez.
In der Fahrer- und der Konstrukteurswertung blieben die ersten drei Platzierungen unverändert.

## Meldeliste
| Team                             | Nr. | Fahrer            | Chassis                       | Motor                         | Reifen |
| -------------------------------- | --- | ----------------- | ----------------------------- | ----------------------------- | ------ |
| Mercedes AMG Petronas Motorsport | 44  | Lewis Hamilton    | Mercedes-AMG F1 W09 EQ Power+ | Mercedes-AMG F1 M09 EQ Power+ | P      |
| Mercedes AMG Petronas Motorsport | 77  | Valtteri Bottas   | Mercedes-AMG F1 W09 EQ Power+ | Mercedes-AMG F1 M09 EQ Power+ | P      |
| Scuderia Ferrari                 | 05  | Sebastian Vettel  | Ferrari SF71H                 | Ferrari 062 EVO               | P      |
| Scuderia Ferrari                 | 07  | Kimi Räikkönen    | Ferrari SF71H                 | Ferrari 062 EVO               | P      |
| Aston Martin Red Bull Racing     | 03  | Daniel Ricciardo  | Red Bull Racing RB14          | TAG Heuer                     | P      |
| Aston Martin Red Bull Racing     | 33  | Max Verstappen    | Red Bull Racing RB14          | TAG Heuer                     | P      |
| Sahara Force India F1 Team       | 11  | Sergio Pérez      | Force India VJM11             | Mercedes-AMG F1 M09 EQ Power+ | P      |
| Sahara Force India F1 Team       | 31  | Esteban Ocon      | Force India VJM11             | Mercedes-AMG F1 M09 EQ Power+ | P      |
| Williams Martini Racing          | 18  | Lance Stroll      | Williams FW41                 | Mercedes-AMG F1 M09 EQ Power+ | P      |
| Williams Martini Racing          | 35  | Sergei Sirotkin   | Williams FW41                 | Mercedes-AMG F1 M09 EQ Power+ | P      |
| Renault Sport F1 Team            | 27  | Nico Hülkenberg   | Renault R.S.18                | Renault R.E.18                | P      |
| Renault Sport F1 Team            | 55  | Carlos Sainz jr.  | Renault R.S.18                | Renault R.E.18                | P      |
| Red Bull Toro Rosso Honda        | 28  | Brendon Hartley   | Scuderia Toro Rosso STR13     | Honda RA618H                  | P      |
| Red Bull Toro Rosso Honda        | 10  | Pierre Gasly      | Scuderia Toro Rosso STR13     | Honda RA618H                  | P      |
| Haas F1 Team                     | 08  | Romain Grosjean   | Haas VF-18                    | Ferrari 062 EVO               | P      |
| Haas F1 Team                     | 20  | Kevin Magnussen   | Haas VF-18                    | Ferrari 062 EVO               | P      |
| McLaren F1 Team                  | 14  | Fernando Alonso   | McLaren MCL33                 | Renault R.E.18                | P      |
| McLaren F1 Team                  | 02  | Stoffel Vandoorne | McLaren MCL33                 | Renault R.E.18                | P      |
| Alfa Romeo Sauber F1 Team        | 09  | Marcus Ericsson   | Sauber C37                    | Ferrari 062 EVO               | P      |
| Alfa Romeo Sauber F1 Team        | 16  | Charles Leclerc   | Sauber C37                    | Ferrari 062 EVO               | P      |

## Klassifikationen

### Qualifying
| Pos.                                                                      | Fahrer            | Konstrukteur              | Q1         | Q2       | Q3       | Start |
| ------------------------------------------------------------------------- | ----------------- | ------------------------- | ---------- | -------- | -------- | ----- |
| 01                                                                        | Lewis Hamilton    | Mercedes                  | 1:26,818   | 1:26,256 | 1:25,892 | 01    |
| 02                                                                        | Sebastian Vettel  | Ferrari                   | 1:26,585   | 1:26,372 | 1:25,936 | 02    |
| 03                                                                        | Kimi Räikkönen    | Ferrari                   | 1:27,549   | 1:26,483 | 1:25,990 | 03    |
| 04                                                                        | Valtteri Bottas   | Mercedes                  | 1:27,025   | 1:26,413 | 1:26,217 | 04    |
| 05                                                                        | Max Verstappen    | Red Bull Racing-TAG Heuer | 1:27,309   | 1:27,013 | 1:26,602 | 05    |
| 06                                                                        | Daniel Ricciardo  | Red Bull Racing-TAG Heuer | 1:27,979   | 1:27,369 | 1:27,099 | 06    |
| 07                                                                        | Kevin Magnussen   | Haas-Ferrari              | 1:28,143   | 1:27,730 | 1:27,244 | 07    |
| 08                                                                        | Romain Grosjean   | Haas-Ferrari              | 1:28,086   | 1:27,522 | 1:27,455 | 08    |
| 09                                                                        | Charles Leclerc   | Sauber-Ferrari            | 1:27,962   | 1:27,790 | 1:27,879 | 09    |
| 10                                                                        | Esteban Ocon      | Force India-Mercedes      | 1:28,279   | 1:27,843 | 1:28,194 | 10    |
| 11                                                                        | Nico Hülkenberg   | Renault                   | 1:28,017   | 1:27,901 | –        | 11    |
| 12                                                                        | Sergio Pérez      | Force India-Mercedes      | 1:28,210   | 1:27,928 | –        | 12    |
| 13                                                                        | Fernando Alonso   | McLaren-Renault           | 1:28,187   | 1:28,139 | –        | 13    |
| 14                                                                        | Pierre Gasly      | Scuderia Toro Rosso-Honda | 1:28,399   | 1:28,341 | –        | 14    |
| 15                                                                        | Marcus Ericsson   | Sauber-Ferrari            | 1:28,249   | 1:28,391 | –        | 15    |
| 16                                                                        | Carlos Sainz jr.  | Renault                   | 1:28,456   | –        | –        | 16    |
| 17                                                                        | Stoffel Vandoorne | McLaren-Renault           | 1:29,096   | –        | –        | 17    |
| 18                                                                        | Sergei Sirotkin   | Williams-Mercedes         | 1:29,252   | –        | –        | Box   |
| 107-Prozent-Zeit: 1:34,786 min (bezogen auf Q1-Bestzeit von 1:26,585 min) |                   |                           |            |          |          |       |
| DNQ                                                                       | Lance Stroll      | Williams-Mercedes         | keine Zeit | –        | –        | Box   |
| DNQ                                                                       | Brendon Hartley   | Scuderia Toro Rosso-Honda | keine Zeit | –        | –        | Box   |

Anmerkungen
1. ↑  Sirotkin musste aus der Boxengasse starten, da an seinem Fahrzeug der Heckflügel sowie die Motor- und die Kühlerabdeckung gewechselt wurde, als es unter Parc-fermé-Bestimmungen stand.
2. ↑  Obwohl er sich nicht qualifiziert hatte, wurde Stroll erlaubt zu starten, da er im Training ausreichend schnell gewesen war.
3. ↑  Stroll musste aus der Boxengasse starten, da an seinem Fahrzeug der Heckflügel sowie die Motor- und die Kühlerabdeckung gewechselt wurde, als es unter Parc-fermé-Bestimmungen stand.
4. ↑  Obwohl er sich nicht qualifiziert hatte, wurde Hartley erlaubt zu starten, da er im Training ausreichend schnell gewesen war.
5. ↑  Hartley musste aus der Boxengasse starten, da an seinem Fahrzeug das Monocoque gewechselt wurde, als es unter Parc-fermé-Bestimmungen stand.

### Rennen
| Pos. | Fahrer            | Konstrukteur              | Runden | Stopps | Zeit        | Start | Schnellste Runde |
| ---- | ----------------- | ------------------------- | ------ | ------ | ----------- | ----- | ---------------- |
| 01   | Sebastian Vettel  | Ferrari                   | 52     | 1      | 1:27:29,784 | 02    | 1:30,696 (47.)   |
| 02   | Lewis Hamilton    | Mercedes                  | 52     | 1      | + 2,264     | 01    | 1:31,245 (52.)   |
| 03   | Kimi Räikkönen    | Ferrari                   | 52     | 1      | + 3,652     | 03    | 1:30,795 (51.)   |
| 04   | Valtteri Bottas   | Mercedes                  | 52     | 1      | + 8,883     | 04    | 1:31,377 (43.)   |
| 05   | Daniel Ricciardo  | Red Bull Racing-TAG Heuer | 52     | 1      | + 9,500     | 06    | 1:31,589 (46.)   |
| 06   | Nico Hülkenberg   | Renault                   | 52     | 1      | + 28,220    | 11    | 1:33,405 (48.)   |
| 07   | Esteban Ocon      | Force India-Mercedes      | 52     | 1      | + 29,930    | 10    | 1:33,606 (48.)   |
| 08   | Fernando Alonso   | McLaren-Renault           | 52     | 1      | + 31,115    | 13    | 1:33,482 (52.)   |
| 09   | Kevin Magnussen   | Haas-Ferrari              | 52     | 1      | + 33,188    | 07    | 1:33,604 (48.)   |
| 10   | Sergio Pérez      | Force India-Mercedes      | 52     | 1      | + 34,708    | 12    | 1:33,472 (48.)   |
| 11   | Stoffel Vandoorne | McLaren-Renault           | 52     | 1      | + 35,774    | 17    | 1:33,551 (48.)   |
| 12   | Lance Stroll      | Williams-Mercedes         | 52     | 2      | + 38,106    | Box   | 1:33,869 (48.)   |
| 13   | Pierre Gasly      | Scuderia Toro Rosso-Honda | 52     | 2      | + 39,129    | 14    | 1:33,465 (48.)   |
| 14   | Sergei Sirotkin   | Williams-Mercedes         | 52     | 2      | + 48,113    | Box   | 1:34,620 (52.)   |
| 15   | Max Verstappen    | Red Bull Racing-TAG Heuer | 46     | 2      | DNF         | 05    | 1:32,007 (42.)   |
| –    | Romain Grosjean   | Haas-Ferrari              | 37     | 2      | DNF         | 08    | 1:34,391 (28.)   |
| –    | Carlos Sainz jr.  | Renault                   | 37     | 0      | DNF         | 16    | 1:34,602 (25.)   |
| –    | Marcus Ericsson   | Sauber-Ferrari            | 31     | 2      | DNF         | 15    | 1:33,675 (26.)   |
| –    | Charles Leclerc   | Sauber-Ferrari            | 18     | 0      | DNF         | 09    | 1:35,209 (03.)   |
| –    | Brendon Hartley   | Scuderia Toro Rosso-Honda | 1      | 0      | DNF         | Box   | –                |

Anmerkungen
1. ↑  Gasly erhielt eine Zeitstrafe von fünf Sekunden für das Verursachen einer Kollision.

## WM-Stände nach dem Rennen
Die ersten zehn des Rennens bekamen 25, 18, 15, 12, 10, 8, 6, 4, 2 bzw. 1 Punkt(e).

### Fahrerwertung
| Pos. | Fahrer           | Konstrukteur              | Punkte |
| ---- | ---------------- | ------------------------- | ------ |
| 01   | Sebastian Vettel | Ferrari                   | 171    |
| 02   | Lewis Hamilton   | Mercedes                  | 163    |
| 03   | Kimi Räikkönen   | Ferrari                   | 116    |
| 04   | Daniel Ricciardo | Red Bull Racing-TAG Heuer | 106    |
| 05   | Valtteri Bottas  | Mercedes                  | 104    |
| 06   | Max Verstappen   | Red Bull Racing-TAG Heuer | 93     |
| 07   | Nico Hülkenberg  | Renault                   | 42     |
| 08   | Fernando Alonso  | McLaren-Renault           | 40     |
| 09   | Kevin Magnussen  | Haas-Ferrari              | 39     |
| 10   | Carlos Sainz jr. | Renault                   | 28     |

| Pos. | Fahrer            | Konstrukteur              | Punkte |
| ---- | ----------------- | ------------------------- | ------ |
| 11   | Esteban Ocon      | Force India-Mercedes      | 25     |
| 12   | Sergio Pérez      | Force India-Mercedes      | 24     |
| 13   | Pierre Gasly      | Scuderia Toro Rosso-Honda | 18     |
| 14   | Charles Leclerc   | Sauber-Ferrari            | 13     |
| 15   | Romain Grosjean   | Haas-Ferrari              | 12     |
| 16   | Stoffel Vandoorne | McLaren-Renault           | 8      |
| 17   | Lance Stroll      | Williams-Mercedes         | 4      |
| 18   | Marcus Ericsson   | Sauber-Ferrari            | 3      |
| 19   | Brendon Hartley   | Scuderia Toro Rosso-Honda | 1      |
| 20   | Sergei Sirotkin   | Williams-Mercedes         | 0      |

### Konstrukteurswertung
| Pos. | Konstrukteur              | Punkte |
| ---- | ------------------------- | ------ |
| 1    | Ferrari                   | 287    |
| 2    | Mercedes                  | 267    |
| 3    | Red Bull Racing-TAG Heuer | 199    |
| 4    | Renault                   | 70     |
| 5    | Haas-Ferrari              | 51     |

| Pos. | Konstrukteur              | Punkte |
| ---- | ------------------------- | ------ |
| 06   | Force India-Mercedes      | 49     |
| 07   | McLaren-Renault           | 48     |
| 08   | Scuderia Toro Rosso-Honda | 19     |
| 09   | Sauber-Ferrari            | 16     |
| 10   | Williams-Mercedes         | 4      |